# Wola Solecka (gromada)
Wola Solecka – dawna gromada, czyli najmniejsza jednostka podziału terytorialnego Polskiej Rzeczypospolitej Ludowej w latach 1954–1972.
Gromady, z gromadzkimi radami narodowymi (GRN) jako organami władzy najniższego stopnia na wsi, funkcjonowały od reformy reorganizującej administrację wiejską przeprowadzonej jesienią 1954 do momentu ich zniesienia z dniem 1 stycznia 1973, tym samym wypierając organizację gminną w latach 1954–1972.
Gromadę Wola Solecka siedzibą GRN w Woli Soleckiej (obecnie są to dwie wsie: Wola Solecka Pierwsza i Wola Solecka Druga) utworzono w powiecie iłżeckim w woj. kieleckim, na mocy uchwały nr 13k/54 WRN w Kielcach z dnia 29 września 1954. W skład jednostki weszły obszary dotychczasowych gromad Wola Solecka (bez wsi Struga), Pokatarzynów i Kolonia Wola Solecka ze zniesionej gminy Dziurków w tymże powiecie, a także lasy państwowe nadleśnictwa Lipsko, oddziały Nr Nr 11 do 22. Dla gromady ustalono 14 członków gromadzkiej rady narodowej.
1 stycznia 1956 gromada weszła w skład nowo utworzonego powiatu lipskiego w tymże województwie.
29 lutego 1956 do gromady Wola Solecka przyłączono oddział Nr 23 nadleśnictwa Lipsko z gromady Świesielice w tymże powiecie.
31 grudnia 1961 do gromady Wola Solecka przyłączono wieś i kolonię Białobrzegi oraz tereny byłego folwarku Lipianki zniesionej gromady Białobrzegi.
1 stycznia 1969 do gromady Wola Solecka przyłączono wieś Katarzynów z gromady Lipsko w tymże powiecie.
Gromada przetrwała do końca 1972 roku, czyli do kolejnej reformy gminnej.